# The Crucifixion
Pour plus de détails, voir Fiche technique et Distribution.
The Crucifixion est un film britannique réalisé par Xavier Gens, sorti en 2017.

## Synopsis
Une journaliste new-yorkaise, Nicole Rawlins, interroge le père Dumitru dans la prison où il est incarceré à la suite d'un exorcisme ayant entrainé la mort de la jeune femme sur laquelle il le pratiquait.

## Fiche technique
- Titre : The Crucifixion
- Réalisation : Xavier Gens
- Scénario : Chad Hayes et Carey W. Hayes
- Musique : David Julyan
- Photographie : Daniel Aranyó
- Montage : Adam Trotman
- Production : Leon Clarance et Peter Safran
- Société de production : Motion Picture Capital, Premiere Picture et The Safran Company
- Société de distribution : The Film Arcade (États-Unis)
- Pays :  Royaume-Uni,  Roumanie et  États-Unis
- Genre : Horreur, thriller
- Durée : 90 minutes
- Dates de sortie : 
  -  États-Unis : 6 octobre 2017

## Distribution
- Sophie Cookson : Nicole Rawlins
- Corneliu Ulici : le père Anton
- Ada Lupu : sœur Adelina Marinescu
- Brittany Ashworth (en) : sœur Vaduva
- Catalin Babliuc : le père Dimitru
- Matthew Zajac : l'évêque Gornik
- Iván González : Stefan Marinescu
- Ozana Oancea : sœur Lina
- Javier Botet : l'homme sans visage
- Jeff Rawle : Philip
- Florian Voicu : Tavian
- Radu Bânzaru : Amanar
- Maia Morgenstern : Dr. Funar
- Andrei Aradits : Dr. Dorojan
- Ana Popescu : Dina

## Accueil
Noel Murray pour le Los Angeles Times estime que le film s'installe dans une routine de jump scare.